# Zolotuhin
Zolotuhin je priimek več oseb:
- Valerij Sergejevič Zolotuhin, ruski igralec
- Valentin Vasiljevič Zolotuhin, sovjetski general